# Christian Dahm

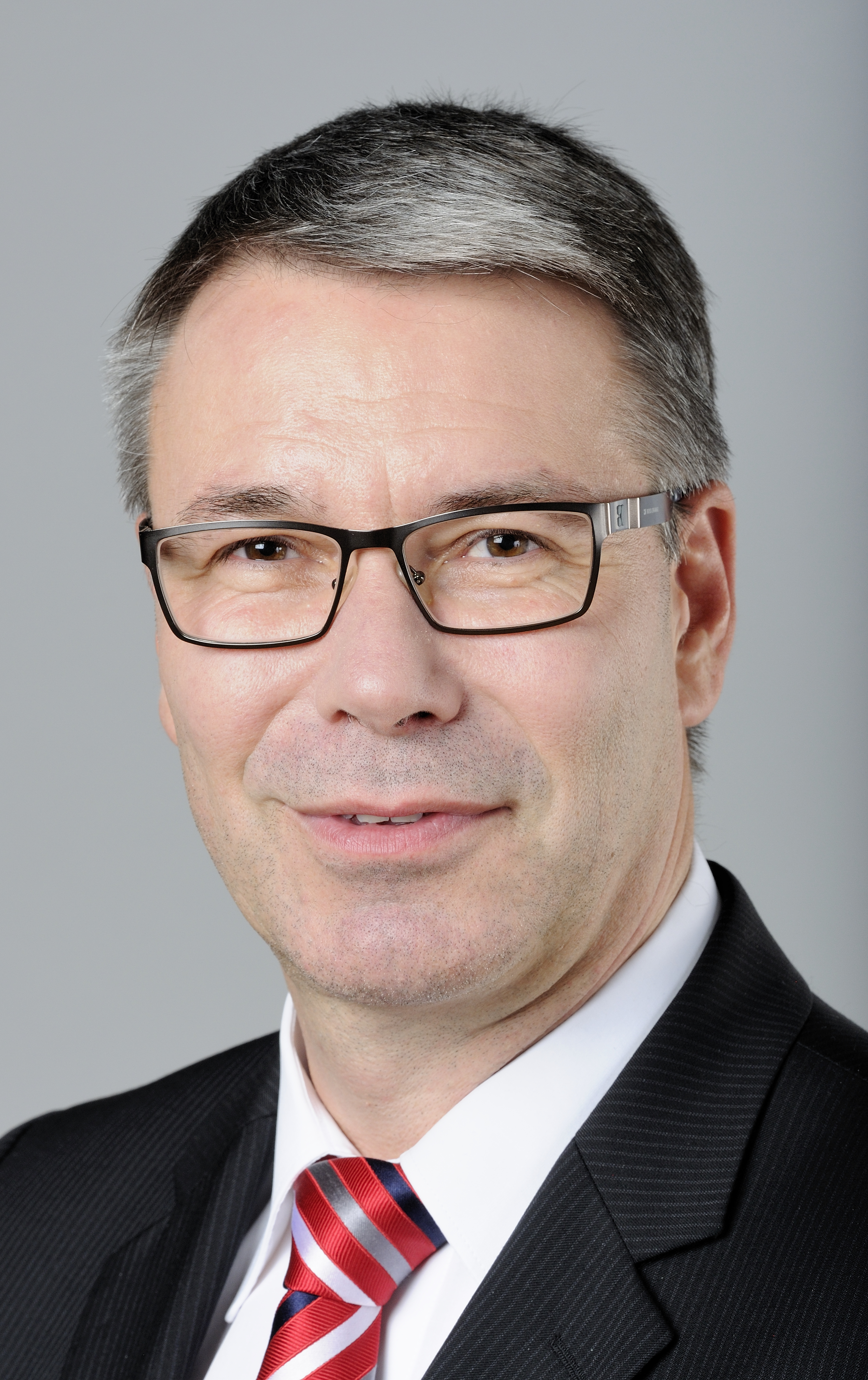
Christian Dahm (2013)

Christian Dahm (* 2. September 1963 in Herford) ist ein deutscher Politiker (SPD). Er ist seit 2010 Mitglied des Landtags von Nordrhein-Westfalen und seit Mai 2017 stellvertretender Vorsitzender der SPD-Landtagsfraktion.

## Leben
Im Jahr 1979 erwarb Dahm die Fachoberschulreife an der Ernst-Barlach-Realschule in Herford. Von 1979 bis 1982 absolvierte er eine Ausbildung bei der Polizei NRW. Im Anschluss war er bis zum Jahr 1983 als Polizeibeamter beim Polizeipräsidium in Köln tätig. In den Jahren 1983 bis 1993 war er in gleicher Tätigkeit bei der Kreispolizeibehörde in Herford. Im Jahr 1990 erwarb er die Fachhochschulreife und studierte anschließend bis 1993 an der Fachhochschule für öffentliche Verwaltung in Bielefeld mit Abschluss zum Diplom-Verwaltungswirt (FH). Von 1993 bis 2006 war Dahm Polizeibeamter bei der Bezirksregierung Detmold und seit 2007 beim Polizeipräsidium in Bielefeld. Dahm bekleidet den Dienstgrad Polizeihauptkommissar.

## Politik
Dahm ist seit dem Jahr 1989 Mitglied in der SPD und Vorstandsmitglied in vielen parteilichen Gliederungen. Er war sachkundiger Bürger. Seit 1999 ist er Ratsmitglied der Stadt Vlotho und Mitglied in zahlreichen Ausschüssen. In den Jahren 2006 bis 2012 war er Fraktionsvorsitzender der SPD im Rat der Stadt Vlotho.
Bei der Landtagswahl in Nordrhein-Westfalen 2010 konnte Dahm im Landtagswahlkreis Herford I mit 45,5 Prozent der Erststimmen ein Direktmandat erringen und so in den Landtag Nordrhein-Westfalen einziehen. Bei der Landtagswahl in Nordrhein-Westfalen 2012 verteidigte er das Wahlkreismandat mit 49 Prozent der Erststimmen. Bis November 2015 war Dahm Vorsitzender des Ausschusses für Kommunalpolitik im Landtag. Mit 39,4 Prozent der Erststimmen bei der NRW-Landtagswahl 2017 zog er erneut in den Landtag ein. Bei der Landtagswahl 2022 zog er mit einem Wahlkreisergebnis von 36,3 Prozent der Erststimmen in den Landtag ein.

## Mitgliedschaften
Dahm ist seit 1980 Mitglied in der Gewerkschaft der Polizei (GdP). Er ist weiterhin tätiges Mitglied in lokalen und regionalen Fördervereinen und Partnerschaftsvereinen. Er engagiert sich in mehreren Sportvereinen, vor allem im Fußballverein des FC Exter.

## Privates
Dahm ist verheiratet und hat zwei Söhne. Er wohnt in Vlotho-Exter.